# NGC 966
NGC 966 ist eine elliptische Galaxie vom Hubble-Typ E/S0 im Sternbild Walfisch südlich der Ekliptik. Sie ist schätzungsweise 449 Millionen Lichtjahre von der Milchstraße entfernt und hat einen Durchmesser von etwa 130.000 Lj.
Das Objekt wurde im Jahr 1886 von Francis Preserved Leavenworth entdeckt.